# Pavlovice (okres Benešov)
Pavlovice je obec nacházející se 3 km severovýchodně od města Vlašim v okrese Benešov, kraj Středočeský. Žije zde 279 obyvatel. Obcí protéká Pavlovický potok, jenž se u Blanického mlýna vlévá do řeky Blanice.

## Historie
První písemná zmínka o obci pochází z roku 1344, kdy byly v popisu pražské diecéze uvedeny jako ves přifařená k vlašimské farnosti. Počátkem 15. století náležely Pavlovice pánům z Lipna, do roku 1420 náležely Pavlovice klášteru klarisek v Praze.
Když skončily husitské války, získal ves Mikuláš Trčka jako jednu z vesnic zabavených v husitských dobách římskokatolické církvi. K vlašimskému panství připadly Pavlovice roku 1442 s majitelem Mikulášem Trčkou st. z Lípy a až do roku 1848 s panstvím sdílely všechny změny majitelů.

## Obecní správa
V letech 1850–1880 k obci patřily Řimovice.

### Územněsprávní začlenění
Dějiny územněsprávního začleňování zahrnují období od roku 1850 do současnosti. V chronologickém přehledu je uvedena územně administrativní příslušnost obce v roce, kdy ke změně došlo:
- 1850 země česká, kraj České Budějovice, politický okres Benešov, soudní okres Vlašim[6]
- 1855 země česká, kraj Tábor, soudní okres Vlašim
- 1868 země česká, politický okres Benešov, soudní okres Vlašim
- 1937 země česká, politický i soudní okres Vlašim[7]
- 1939 země česká, Oberlandrat Německý Brod, politický i soudní okres Vlašim[8]
- 1942 země česká, Oberlandrat Praha, politický okres Benešov, soudní okres Vlašim[9]
- 1945 země česká, správní i soudní okres Vlašim[10]
- 1949 Pražský kraj, okres Vlašim[11]
- 1960 Středočeský kraj, okres Benešov
- 2003 Středočeský kraj, okres Benešov, obec s rozšířenou působností Vlašim

## Společnost
V obci Pavlovice (291 obyvatel) byly v roce 1932 evidovány tyto živnosti a obchody: cihelna, 3 obchodníci s dobytkem, 2 hostince, mlýn, obchod se smíšeným zbožím, trafika.

## Památky a zajímavosti
- Kaple
- Památník padlým v první světové válce
- Obecní knihovna
- Sbor dobrovolných hasičů v obci pracuje od roku 1912[13]

## Doprava
Dopravní síť
- Pozemní komunikace – Obcí prochází silnice II/125 Kolín - Kácov - Pavlovice - Vlašim - Mladá Vožice.

- Železnice – Železniční trať ani stanice na území obce nejsou.

Veřejná doprava 2012
- Autobusová doprava – V obci zastavovaly autobusové linky jedoucí např. do těchto cílů: Benešov, Dolní Kralovice, Kácov, Kolín, Louňovice pod Blaníkem, Praha, Trhový Štěpánov, Vlašim, Zruč nad Sázavou.

## Fotogalerie

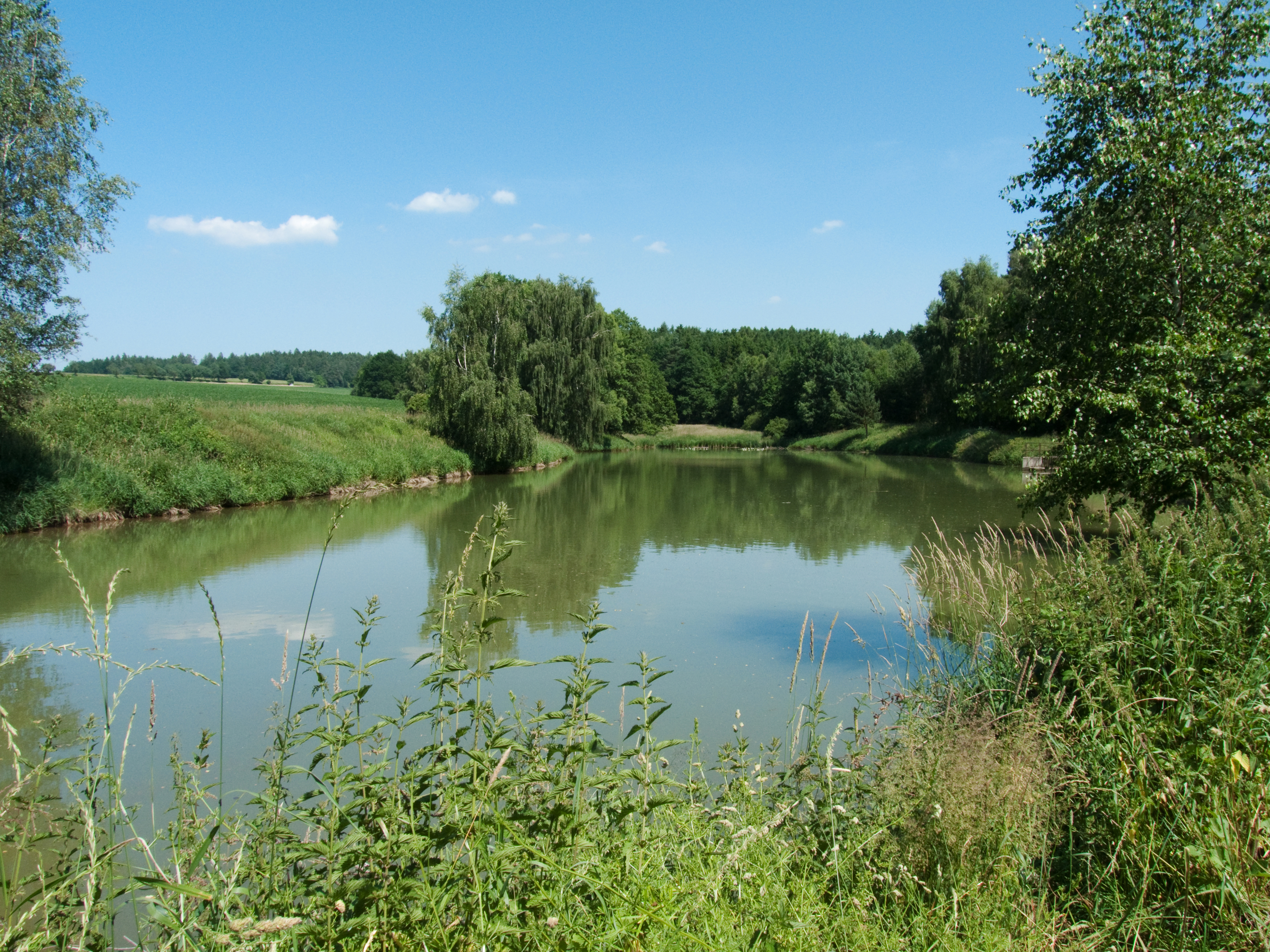
Rybník U Obecníka
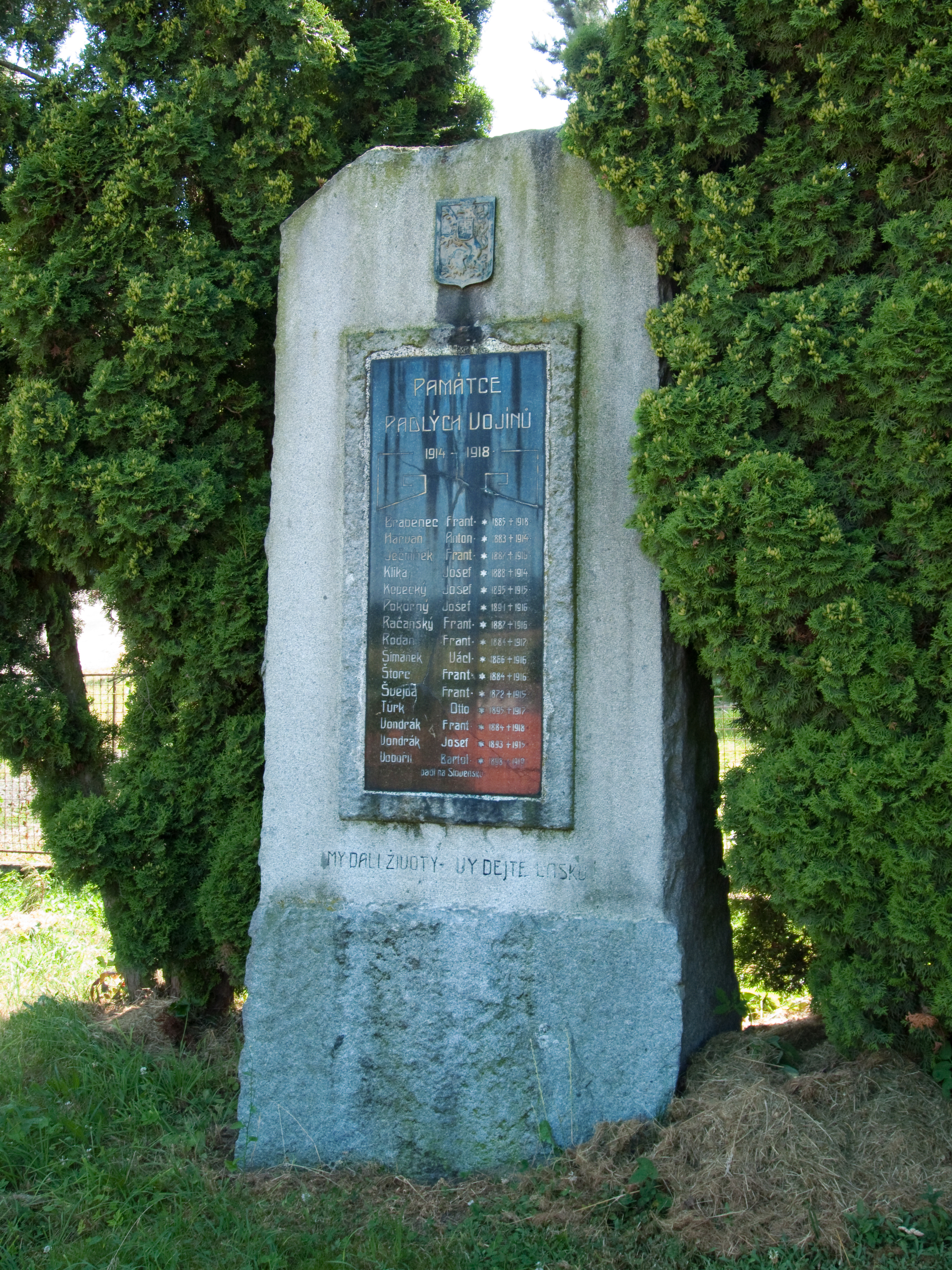
Památník obětem 1. světové války
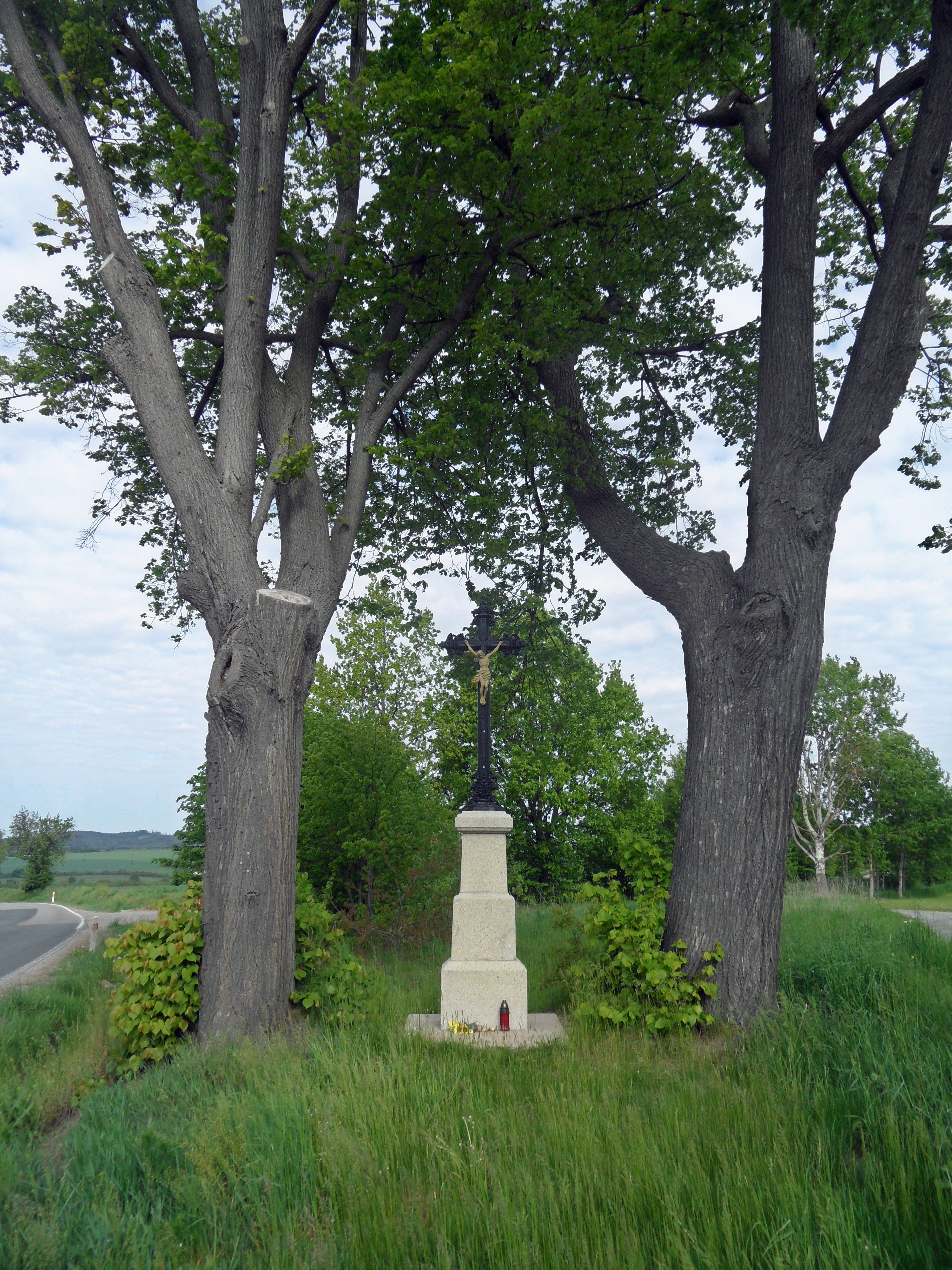
Kříž u silnice II/125